# George Abela
George Abela (født 22. april 1948 i Qormi) er en maltesisk advokat, politiker, og han var Maltas præsident i perioden 4. april 2009 - 4. april 2014.
Abela studerede engelsk, maltesisk og historie ved Maltas Universitet før han studerede jura. Udover en ordinær grad i jura, har han også studeret europaret og opnåede graden Magister Iuris. Abela har arbejdet som advokat og været juridisk rådgiver for fagforeninger. Fra 1982 til 1992 var han præsident i Malta Football Association. Abela blev i 1992 næstformand i Partit Laburista. Efter partiet vandt valget i 1996 blev Abela juridisk rådgiver for statsministeren. Han blev i 2009 valgt til præsident med støtte fra begge partier i parlamentet.